# 土萠ほたる
土萠 ほたる（ともえ ほたる）は、メディアミックス作品『美少女戦士セーラームーン』に登場する架空の人物。
原作漫画第3部、『Crystal』第3期冒頭、初代テレビアニメ第3作『美少女戦士セーラームーンS』（以下『S』）の後半で初登場。Mixx（現TOKYOPOP）から刊行された北米版ではJenny（ジェニー）という名前だったが、後にファンの抗議で"Hotaru"に修正された。

## 人物
黒髪のおかっぱと紫色の瞳を持つ、謎めいた少女。小中高一貫の名門校・私立無限学園の理事長・土萠創一教授の一人娘。初登場時は無限学園初等部6年生。心優しく、病弱でか細いが、他人の傷を癒やす不思議な力を持つ。
ちびうさの親友。通学時は無限学園の冬服に黒いタイツをあわせている。私服も基本的に黒いタイツと黒いタートルネックのセットアップ。実は凶悪な異次元人であるデス・バスターズのミストレス9に寄生されていた。その正体は世界の終わりを導く破滅の戦士・セーラーサターンの生まれ変わりで、サターンの目覚めを防ごうとする外部太陽系戦士に命を狙われる。
原作では4年前にビル建設中の火災事故で母の螢子を亡くして瀕死の重傷を負うが、「人間と機械が融合した超生物」を研究する土萠教授にサイボーグ化されて生き伸び、ファラオ90と結託した土萠教授にミストレス9が孵る前のダイモーンの卵を移植された。肌の露出を避けているのは、手術で手足を中心にできた手術痕と肉体を補う機械のパーツを隠すためである。
初代テレビアニメでは土萠教授の研究所を見学中にデス・バスターズ飛来の爆発に巻き込まれ、土萠教授と取引したファラオ90に命を救われてダイモーンの卵を移植された。儚げな美少女として登場し、当時アニメファンに支持された水野亜美に並ぶ人気を獲得した。原作者の武内直子は「アニメで大変可愛くしてもらったが、漫画では土くさくドスのきいた少女のイメージで描いていた」と述べた。
ミストレス9に操られて同級生を傷つけてしまうので学校で孤立し、土萠教授も研究に没頭しているので塞ぎ込んでいた。土萠教授と深い仲のように見える彼の秘書兼助手・カオリ（カオリナイト）が世話係で、ほたるはカオリを「家庭にまで入ってこないで」と嫌い続け、初代テレビアニメでは自分への嘲りを許さないカオリのいじめに遭う。激しい病気の発作と生身ではない体、知らない内に友達を傷つける自分に苦しみ、ひとりぼっちで死んでいくのかと思っていたが、ちびうさと出会って明るさを取り戻していく。初代テレビアニメでは土萠教授に特定の医師以外の診察を禁止された。

### プロフィール
プロフィールは、大概が原作のもの。
- 年齢：初登場時は12歳、転生後は0歳〜8歳
- 誕生日：1月6日
- 誕生石：ガーネット
- 星座：山羊座（山羊座の守護星は土星）
- 血液型：AB型
- 好きな色：紫色
- 好きな宝石：フルオライト
- 好きな食べ物：蕎麦
- 苦手な食べ物：牛乳
- 好きな教科：世界史
- 苦手な教科：体育
- 趣味：読書、ランプ集め
- 特技：怪我の治療
- 苦手な物：マラソン
- 将来の夢：看護師
- 経歴：無限学園小学部（初登場時）→区立十番小学校（転生後）

## 原作漫画・『Crystal』
4年前にビル建設中の大火災に巻き込まれ、母親・螢子を亡くして自身も重体となるが、「機械と人間を融合させた『超生物』の誕生」を追求する父親・土萠創一教授の実験台としてサイボーグ手術を受けて助かり、密かにミストレス9が孵る前の「ダイモーンの卵」を移植されている。実は「機械と人間の融合」から「ダイモーンと人間の融合」に心変わりした創一に未完成体のまま放置され、余命幾ばくもない。
第3部で土萠研究所に迷い込んだちびうさと初めて出会う。何もかも見通すような目を持ち、創一にもらった先祖代々の品で母の形見の「アミュレット」を握って発作を鎮めるが、これはミストレス9を強化させる「タイオロン・クリスタル」だった。ちびうさの「幻の銀水晶」に発作を癒やされてアミュレットのようだと言うが、タイオロン・クリスタルに近い銀水晶の力を知ったミストレス9にちびうさの銀水晶を奪われ、肉体も支配されてしまった。外部太陽系戦士のセーラーウラヌス、セーラーネプチューン、セーラープルートによると、生き延びるにはサターンの力に覚醒するしかなく、ミストレス9の支配はむしろ好都合と見なされた。
残された魂は創一を見守ったが、自分の治療を放棄した上でゲルマトイドと同化した姿を見せた創一を見て、母の死後の優しい父はもう父ではなかったと知って別れを告げる。全てを失っても消滅しない自分に驚きながら魂の奥底に眠るサターンの「みんなを助けよ」という強い意思を感じ、ミストレス9に奪われたちびうさの銀水晶と四守護神の聖体を送り返した。意識を取り戻したちびうさに「女のコ同士なのにヘンかもしれないけど、運命の出会いだって思ったわ」と語り、出会えたことを喜びながら消滅する。
幻の銀水晶と伝説の聖杯を抱えたスーパーセーラームーンがファラオ90の内部に特攻すると、外部太陽系戦士のタリスマンに共鳴してセーラーサターンに覚醒。無限三角洲を「オメガ・エリア」にしたエネルギーを破滅の力に収束させて街を滅ぼし、救出したスーパーセーラームーンに月の王国再興の地となるTOKIOの街の再生を託すと、観念したファラオ90の最期を導こうと重力の墓場と化したタウ星系に旅立ち、プルートに頼んで本来ありえないタウ星系への道を閉ざした。ネオ・クイーン・セレニティに変身したセーラームーンが街を再生させると、赤子の姿に再生して外部太陽系戦士に引き取られていく。
第4部では異常なスピードで幼児に急成長し、みちるを「みちるママ」、せつなを「せつなママ」、はるかを「はるかパパ」と呼ぶ。新しい家族と健康な肉体を手に入れて性格も活発になり、ワンピースの服を好んでハイソックスの靴下をはくか素足のまま過ごす。デッド・ムーンに操られるセーラー戦士の存在を感知し、セーラーちびムーンと共に戦うためにスーパーセーラーサターンへと覚醒。肉体の成長もちびうさの外見年齢と同じ8歳で止まり、はるかたちにイェイツの詩『再臨』の一説を引用して再覚醒を告げるとセーラークリスタルを授けた。再覚醒後は超然とした一面を覗かせ、ジオラマサイズの太陽系の幻を映す能力を操る。ちびムーンの危機を救ってアマゾネス・カルテットの説得に成功するが、ジルコニアにちびムーンもろとも鏡の破片の中に閉じ込められた。解放されるとカルテットが囚われたアマゾンストーンを拾い、エターナルセーラームーンが変身したネオ・クイーン・セレニティの力を注いでもらう。
第5部ではちびうさと同じ区立十番小学校3年3組に編入。黒いリボンチョーカーとジャンパースカートをセーラーシャツに合わせた服装に着替えた。ちびうさと手を繋いで登校し、寂しがるうさぎに「じゃ まもちゃんと手つなげば？」と言う小生意気な性格になる。シャドウ・ギャラクティカを調査しに母星の城へと旅立ったウラヌス、ネプチューン、プルートと別れたが、プルート襲撃を感知して変身前のまま冥王星に向かったが、そこでギャラクシアにセーラークリスタルを奪われ消滅した。ギャラクシアの傀儡にされてセーラームーンに倒され、ギャラクシーコルドロンの海でうさぎと再会。数年後にうさぎと衛の結婚式に出席したが、容姿は再覚醒時点からあまり変わっていない。

## 初代テレビアニメ
創一に愛情を注がれて育ち、母は過去回想のシルエットにのみ登場。土萠研究所を見学中、ダイモーンの卵の状態で飛来したデス・バスターズの大火災で重症を負う。創一がダイモーンの卵にほたるを助けさせた代わりに、創一はゲルマトイドに体を奪われてほたるもミストレス9に寄生されたが、セーラーサターンの生まれ変わりのほたるだけは操られずにすんでいた。
ちびうさとは十番自然公園で帽子を拾って出会った。無限学園の女子生徒の「ともえさん」の声に喜び、勘違いと知って落胆した後にちびうさに話しかけられたり、子供の頃からの虚弱体質を克服した高校生ジャンパー・早瀬瞬にファンレターを書いたこともある。セーラーサターンの覚醒を防ごうとするウラヌスたち外部太陽系戦士に命を狙われたが、ちびうさとセーラームーンたちに守られた。セーラーサターンやミストレス9の意思がほたるの身を守る描写もあり、ほたるの体の中のミストレス9にはセーラー戦士の正体を知られていた。
『S』終盤でミストレス9に身体を乗っ取られ、ほたるを想うちびうさの「ピュアな心の結晶」を飲み込んでしまう。ミストレス9に残る意思も消されかけたが、ゲルマトイドから解放された創一の声に反応して意識を取り戻す。「創一とちびうさを守りたい」という気持ちでミストレス9の意思と戦いながらサターンの力に目覚め、ミストレス9を体ごと滅ぼしてサターンとして蘇った。眠っているちびうさにピュアな心を返し、セーラームーンに守られた恩を返そうとファラオ90を滅ぼしに向かった。
「サイレンス・グレイブ」の破滅の力は自分自身をも滅ぼしてしまうと語り、止めようとするセーラームーンと創一に別れを告げ、地球を器化しようとするファラオ90の中に飛び込んでいく。セーラームーンもセーラー戦士に受け取った力（ウラヌス・ネプチューンを含む）をピュアな心の結晶に集めて助けに行くが、滅びの力を使って命を落とたほたるは赤子に再生されて連れ帰られた。はるかとみちるに託された後、肉体的・精神的ショックでデス・バスターズに関わった記憶を失った創一の手に戻される。
第5作『セーラースターズ』の序盤では、デッド・ムーンのネヘレニアとの戦いを前に「サターンの力が必要になる」と判断したせつなに預けられた。シャドウ・ギャラクティカのセーラーギャラクシアの陰謀でちびうさと同じ年頃に急成長し、スーパーセーラーサターンに覚醒。天真爛漫な性格だが、幼くして一般相対性理論を理解する天才的な頭脳と太陽系を高速シミュレートする能力を見せる。ネヘレニアに地場衛を連れ去られたちびうさと再会するが、衛にかけられた呪いでちびムーンが生まれる未来が消えかけてしまう。サイレンス・グレイブをネヘレニアに振りかざそうとするが、ほたるの消滅を恐れたちびムーンに阻止された。ネヘレニアに鏡の中に封印されてちびムーンの消滅を見るが、エターナルセーラームーンと共鳴して呪いを吹き飛ばした。
『セーラースターズ』終盤では、他の外部戦士と共にギャラクシアと対決して敗北する。「配下にならないか」というギャラクシアの誘いを拒み、ギャラクシアに下った芝居をしたウラヌスとネプチューンにスターシードを抜かれて消滅したが、心を取り戻したギャラクシアにスターシードを返された。
『S』から『SuperS』までの間を舞台にしたスーパーファミコン用ソフト『ANOTHER STORY』では赤子の姿で登場するが、原作同様にはるか・みちる・せつなに育てられている。ヘル・デスティニーが運命を変えようとしていることを察知して、一時的に12歳の姿に急成長してセーラーサターンに変身し、セーラームーンとちびムーン達に同行する。ヘル・デスティニーに運命を変えられてミストレス9に戻ってしまい、ミストレス9とほたるの間で不安定になるがセーラームーンの「幻の銀水晶」の光でほたるに固定され、ゲルマトイドに寄生された創一を助けようとする。ヘル・デスティニーとの闘いが終わると、ちびうさと別れて赤子に戻ってはるか、みちる、せつなに連れ帰られた。

## セーラーサターン
土星を守護星に持つ破滅と誕生の戦士、または沈黙の戦士。その使命は世界の滅亡が避けられない時に目覚め、死の女神の鎌「沈黙の鎌」を振り下ろして世界を破壊し、自らの命と引き換えに新たな世界を創造すること。シルバー・ミレニアム滅亡の時に外部太陽系三戦士の前に現れた。
コスチュームの色は紫色。リボンの色はレッドブラウン。ティアラの宝石は紫色（初代テレビアニメでは白）だが、白い結晶のブローチとチョーカーを着用。他のセーラー戦士とまったく違う姿を持ち、花びらに似た肩のフリル、先を尖らせた手袋を装備。外部太陽系三戦士と同じ無地の襟、銀の三角錐を下げた金の惑星のピアス、編み上げのロングブーツも着用する。
沈黙の鎌は死神の鎌のような巨大な鎌で、白い刃と黒い柄を持つ。異名は「死の女神の鎌」。この世の凡ての生と死を司り、沈黙の鎌が振り下ろされる時に世界は崩壊する。「鎌」ではあるが「グレイブ」の名前のように、農耕用の大鎌よりも戦鎌や薙刀に近く、サターンの守護星マーク「♄」のような形を持つ。
第3部終盤でミストレス9に魂を奪われたちびうさを救って覚醒。初代テレビアニメでセーラー戦士で唯一変身シーンがなく、新作の劇場版『Eternal』で初披露した。
原作、『Crystal』シリーズ
「幻の銀水晶」の守り手の最期を感知した外部太陽系三戦士のタリスマンの共鳴で目覚める。原作第三部と『Crystal』の決め台詞は「破滅の星！土星を守護にもつ沈黙の戦士！セーラーサターン！」。『Eternal』の名乗りシーンの背景は土星と紫と白の薔薇の花。異名は「死への案内人」「破滅の神」「死の淵よりの使者」。ほたるの心の奥底に眠ったまま火災で命を終えるはずが、土萠教授の歪んだ心に呼ばれた異界の悪にショックを与えられ、決められた運命の通りに力を集結させたTOKIOの街で目覚めた。死の女神らしく超然としているが冷酷ではなく、もう一人のメシアでもある。無限三角洲を「オメガ・エリア」にした負のエネルギーを吸い込み、幻の銀水晶の守り手であるスーパーセーラームーンに後を託してタウ星系とファラオ90の最期を導きに去った。
初代テレビアニメ
初代テレビアニメと劇場版『Eternal』の決め台詞は「沈黙の星・土星を守護に持つ 破滅と誕生の戦士セーラーサターン！」。他のセーラー戦士よりも戦闘経験は少ないが、秘めた実力は相当なものを持っている。ちびうさと土萠教授を想うほたるの意思によって覚醒、自らの体に巣食うミストレス9を滅ぼす。伝説の聖杯の力を吸収してセーラームーンを弾き返したファラオ90の内部に侵入し、命と引き換えに滅びの力をファラオ90に行使するが、ピュアな心の力を使ったスーパーセーラームーンの力を借りて赤子に再生した。
ミュージカル
バンダイ版のミュージカルでは、『SuperS 夢戦士〜愛・永遠に』に第四部の敵デッド・ムーンに操られた記憶喪失の少女として初登場し、改訂版で変身してセーラー戦士の仲間になった。『セーラースターズ』では「デスリボーンレボリューション」をセーラームーンに力を注ぐ技として使用。『かぐや島伝説』では宝探しツアーで行った無人島・かぐや島の意志の依り代にされる。「時空の扉」を突破した強敵が現れると復活し、その前は変身不能という設定も登場した。
備考
原作初期設定ではコスチュームの色が黄土色に設定され、ドルイドの杖で魔術を操るとされた。
土星の英名サターンの由来はローマの農耕神サトゥルヌス（ギリシャの農耕神クロノスと同一神）。太陽から遠い土星は運行が遅いので年老いた神の名前をつけられた。死神の鎌によく似た死の女神の鎌こと「沈黙の鎌」は、原作にも登場した死神のタロットカードの正位置（破滅と終焉）と逆位置（再生）の意味に似た性質を持つ。
西洋占星術の「破壊と再生の星」は冥界の神ハデス＝プルートに由来する冥王星で、土星は「長い忍耐と努力を要する試練を与えて何かを果たさせる星」なので「セーラーサターンとセーラープルートは逆であるべき」と指摘される。ただし、「トランスサタニアン」の天王星・海王星・冥王星発見前の古典占星術では最果ての星の土星が不幸を呼ぶ大凶星だった。インド占星術と絡みつくインド神話の土星の神は、閻魔大王のもとになった死と審判の神ヤマの弟シャニ。シャニは英雄クリシュナの化身だが、見たものを破壊する呪いを持つ不幸の神であるため、ヒンドゥー教の土星は困難を司る凶星。さらに土星と縁深いヒンドゥーの破壊と再生の神シヴァの役目は「終わりの近い世界を滅ぼして新たな秩序を持つ世界を創造すること」。いずれも本作のセーラーサターンのイメージに通じる部分がある。

### パワーアップ形態
スーパーセーラーサターン（原作第4部、初代テレビアニメ『スターズ』、劇場版『Eternal』）
転生したほたるが再びサターンの意思に目覚めた姿。外部太陽系三戦士に新たな力を授けた。
コスチュームも他のセーラー戦士と統一され、肩のプロテクター、襟の線、星のチョーカー、ハートのブローチ（原作・初代テレビアニメでは紫、『Eternal』では薄紫）を追加した。
原作
第4部でプリンセスとプリンスの危機と操られたセーラーカルテットの存在を感知し、セーラーちびムーンと共に戦うために覚醒した。「デス・リボーン・レボリューション」は使わなくなるが、自らの体を滅ぼすことなくパワーを使う。「サターン・クリスタル」の力で変身する。
初代テレビアニメ
『スターズ』でセーラームーンの真の姿を告げる為に覚醒した。転生前よりも小柄だが、パワーは数倍に跳ね上がっている。ボスの攻撃を相殺する力を持つが、沈黙の鎌を弾き飛ばされて戦闘不能に陥ってしまうパターンが多い。
プリンセス・サターン（原作第四部、劇場版≠『Eternal』）
新しい聖杯の誕生で変身した土星のプリンセスの姿。土星に「タイタン・キャッスル」という城を持つ。
プルートとお揃いのシックなマーメイドドレスと長い手袋を着用。スカートの切れ込みにシースルーの飾り布（『Eternal』ではマント風）を飾っている。ドレスの肩紐はプルートよりも少ない1本組。
エターナルセーラーサターン（原作第5部、劇場版『Eternal』）
聖杯に太陽系のプリンセスの城のエナジーを集めて変身した最終形態。
宝石類は紫の星型に統一。エターナルセーラームーンのように肩の透明な球体、二重スカート、紐状の腰のリボン、白いロングブーツを着用する。

#### アイテム
アミュレット（原作第3部、『Crystal』）
ほたるが創一にもらった水晶のペンダントで、これを握ると発作が収まる。母も持っていた一族代々の品。実は小型の「タイオロン・クリスタル」。
マニキュア（セガサターン版対戦格闘ゲーム、劇場版『Eternal』）
変身時につけるマニキュア。最初のブローチや初代テレビアニメ版のティアラと同じ白い色だが、イメージカラーの紫色に光る。
サターン・クリスタル（原作第4部、劇場版『Eternal』）
過去の自分を鏡に映して再覚醒したほたるが手に入れた、ハートの形の聖なる宝石。カラーは紫。サターンのセーラークリスタルで、スーパー形態とエターナル形態の変身アイテム。

### 変身呪文
サターン・プラネットパワー！メイクアップ！（ゲーム「ANOTHER STORY」、セガサターン版対戦格闘ゲーム）
ゲーム
セガサターン版で短縮版が登場。守護星マークを回し、第1期のセーラームーンのようにマニキュアを光らせる。変身完了後は髪をなびかせて天を仰ぎ、静かに目を開けると沈黙の鎌を抱えてくるりと回り、守護星マークを背景にポーズを決める。
サターン・クリスタルパワー！メイクアップ！（原作第4部、劇場版『Eternal』）
スーパーセーラーサターンの変身呪文。通常のセーラーサターンの変身呪文は存在しない。
原作
手をかかげて呪文を叫び、胸の中のサターン・クリスタルを光らせて変身する。
『Eternal』
守護星マークを額に光らせ、マニキュアをつけて叫ぶ。胎児のように膝を抱えた姿勢からくるりと回ってティアラをつける動作はオリジナルで、変身完了から決めポーズまでの動作はセガサターン版から流用。変身完了すると土星と守護星マークの前でポーズを決める。

### セーラーサターンの必殺技
死世界変革（原作第3部、『Crystal』）
原作
世界を破滅させる禁断の技。かかげた沈黙の鎌にとてつもなく長いエナジーのリボンを絡ませ、そのリボンに埋もれて沈黙の鎌を振り下ろすと、巨大な負のエネルギーを解放する。一つの世界、即ち星系一つを破壊するほどのパワーを持つ。
ゲーム
スーパーファミコン版の対戦格闘ゲームでは、沈黙の鎌から発生した強力な衝撃波を地面に走らせて相手に大ダメージを与える技。
プレイステーション版とセガサターン版の対戦格闘ゲームでは、赤紫色のオーラを浴びた沈黙の鎌を高く掲げて一回転させた後、沈黙の鎌を振り上げる攻撃。
『ANOTHER STORY』ではくるりと回って沈黙の鎌を振り下ろし、とてつもなく長い金のリボンを出す。敵全体にダメージを与え、しかも威力は強い。
『Crystal』
青紫に光るエナジーのリボンを沈黙の鎌に絡ませ、エナジーの柱を登らせて敵のパワーを吸収すると、沈黙の鎌を振り下ろしてリボンを解放する。
不動城壁（原作第4部、初代テレビアニメ『スターズ』、美少女戦士セーラームーン・ザ・ミラクル 〜ムーン・パレス編〜、劇場版『Eternal』、劇場版『Cosmos』）
原作
沈黙の鎌からエネルギーのバリアーを作り、敵の攻撃から身を守る。
初代テレビアニメ
沈黙の鎌を押し出してエネルギーを発生させ、ドーム型の透明なバリアーを作る。ギャラクシアの攻撃を防ぐ強度を持つ。
4D版
沈黙の鎌に黒いエネルギーを纏わせて両手を広げ、紫色のフィールドを作り出して対象を閉じ込める。
『Eternal』
沈黙の鎌を構え、紫主体の虹色のドーム型バリアーを張る。
ゲーム
プレイステーション版の対戦格闘ゲームでは黒い玉型のバリアーの中に身を包み、至近距離で発動すると相手にダメージを与える。
セガサターン版の対戦格闘ゲームでは前方に楕円形（これは側面の角度で、正面は円形）の紫色のシールドを張る。
沈黙鎌奇襲（原作第4部、初代テレビアニメ『スターズ』、劇場版『Eternal』、劇場版『Cosmos』）
原作
他のセーラー戦士たちと同じ通常の必殺技で、沈黙の鎌の刃から発生した強力な電撃が敵を貫く。
初代テレビアニメ
沈黙の鎌で敵の攻撃を吸収して無力化し、沈黙の鎌から発生させた光の玉を徐々に拡大させ、続けざまに沈黙の鎌を振り下ろし、周囲一帯を消滅させる。この技は世界を破滅させてしまう禁忌の技（原作におけるデス・リボーン・レボリューション）だが、ちびムーンの命がけの説得で破壊力の片鱗を見せるに留まった。
『Eternal』
沈黙の鎌を振りかざして紫色の刃型の衝撃波を放つ。
『Cosmos』
土星のマークを回転させた後、複数の黒い電撃を降らせ、そのまま沈黙の鎌を振りかざして一つの円月輪状のエネルギーを放つ。
ゲーム
プレイステーション版の対戦格闘ゲームでは沈黙の鎌から大きな空気の玉を発射し、相手にぶつけると大ダメージを与える。
セガサターン版の対戦格闘ゲームでは沈黙の鎌から大量の刃型の衝撃波を横一列に連ねて発射し、相手にぶつけると大ダメージを与える。
ギャラクティカ鎌奇襲（原作第5部、劇場版『Cosmos』）
沈黙鎌奇襲のシャドウ・ギャラクティカバージョン。沈黙の鎌の刃から複数の雷光を飛ばすが、セーラーちびちびムーンに防がれた。
ギャラクティカ・キャノン（原作第5部、劇場版『Cosmos』）
原作
ギャラクシアに操られたプルートとの合体技。プルートが「ガーネット・オーブ!!」、サターンが「サイレンス・グレイブ!!」と叫んで、武器から巨大な光の玉の砲撃を放つ。
『Cosmos』
プルートのガーネット・オーブとサターンのサイレンス・グレイブからブラックホールを作り出し、光の玉にして放つ攻撃。標的に当たるとブラックホールで包み込んだ後、黒いキノコ雲を打ち上げる。
サイレンス・バスター（対戦格闘ゲームのみ）
沈黙の鎌から連なるエネルギーリングを一直線に飛ばして攻撃する。
ブレス・クラッシャー（対戦格闘ゲームのみ）
『美少女戦士セーラームーンSuperS 全員参加!! 主役争奪戦』では空中で沈黙の鎌を振るい、三日月型の衝撃波を飛ばす。
『美少女戦士セーラームーンSuperS Various Emotion』では沈黙の鎌から連なる螺旋型の電波エネルギーを一直線に飛ばして攻撃する。
デス・ドライブ・ブレイク（対戦格闘ゲームのみ）
沈黙の鎌を振って乱れ撃ちした後、「デス・リボン・レボリューション」で相手を倒す超必殺技。

## キャスト
声優
- 皆口裕子（テレビアニメ）
- 藤井ゆきよ（Crystalシリーズ）

女優
- 武田惠子（バンダイミュージカル版・初代）
- 今井ちひろ（バンダイミュージカル版・2代目）
- 三瓶あさみ（バンダイミュージカル版・3代目）
- 三田真央（バンダイミュージカル版・4代目）
- 冨岡真理央（バンダイミュージカル版・5代目）
- 垣内彩未（バンダイミュージカル版・6代目）
- 仲村瑠璃亜（バンダイミュージカル版・7代目）
- 飯塚由衣（バンダイミュージカル版・8代目）
- 船越英里子（バンダイミュージカル版・9代目）
- 髙橋果鈴（ネルケミュージカル版・10代目）
- 未来（ネルケミュージカル版・11代目）

## 反響
テレビアニメ『S』後半における、病弱で、しかも数々の不幸な運命という逆境に立たされつつも他人を思いやり、クライマックスにおいて自ら運命に向き合うという儚げなキャラクター像は、放送当時のアニメファンの心を揺さぶり爆発的な人気を得た。この頃からおたく層を発祥として、美少女キャラクターに対する好意を意味する「萌え」という俗語が普及するが、その語源に関する諸説の中には、土萠ほたるの名前をルーツに求める説もある。